# Dhole
Cuon alpinus
Pour les articles ayant des titres homophones, voir Dol, Dôle et Dole.
Genre
Espèce
Répartition géographique
- présence attestée
- présence probable
- présence détectée dans un passé proche

Statut de conservation UICN

 EN C2a(i) : En danger
Statut CITES
Le Dhole, Cuon d'Asie ou encore « Chien sauvage d'Asie » (Cuon alpinus) est une espèce de mammifères de la famille des canidés et du genre Cuon, dont il est le seul représentant actuel. Il vit en Asie.

## Dénominations
- Nom scientifique valide : Cuon alpinus (Hodgson, 1838)[1].
- Noms typiques en français : Dhole (JOCE)[2], Cuon d'Asie (UICN)[3], Chien sauvage d'Asie (UICN)[3] et (CITES)[4].
- Noms vulgaires et vernaculaires, couramment utilisés en français : Cyon.

## Caractéristiques
Le Dhole s'apparente au Loup et au chacal doré ou au Lycaon. Sa robe est d'une couleur brun-roux. Il vit principalement en Asie centrale et orientale mais s'adapte facilement à de nouveaux environnements.
Le mâle est beaucoup plus grand que la femelle. Il mesure de 75 cm à 1 m de long, de 42 à 55 cm au garrot et pèse entre 10 et 25 kg. Sa queue mesure environ 40 cm de long et son extrémité est noire. Sa denture est parfaitement adaptée à son régime carné. Le dhole est l'une des trois espèces de canidés, avec le chien des buissons et le lycaon, à porter sur ses carnassières inférieures une lame tranchante destinée à couper la viande. Il possède aussi 40 dents, à la différence de la plupart des autres canidés qui en ont 42.
Les dholes vivent en groupes pouvant atteindre 40 individus. Autrefois de plus de 100 individus, les troupes aussi nombreuses ont disparu lorsque les grands herbivores ont commencé à se raréfier.
Contrairement aux loups, plus d’une femelle peut se reproduire si sa place dans la hiérarchie le permet ; elles élèvent leurs jeunes en commun.
Cet animal évite les territoires où l'être humain est présent et est difficile à observer.

## Alimentation
Le Dhole chasse habituellement en meute (et parfois seul) des ongulés de taille moyenne mais il mange aussi des animaux plus petits, des fruits et des végétaux. C'est le seul canidé qui n'égorge pas ses proies : il les attaque par l'arrière et les éviscère.

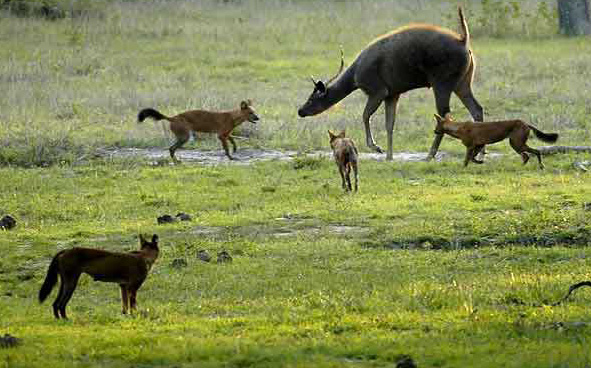
Dholes attaquant un cerf sambar, parc national de Bandipur, Karnataka, Inde

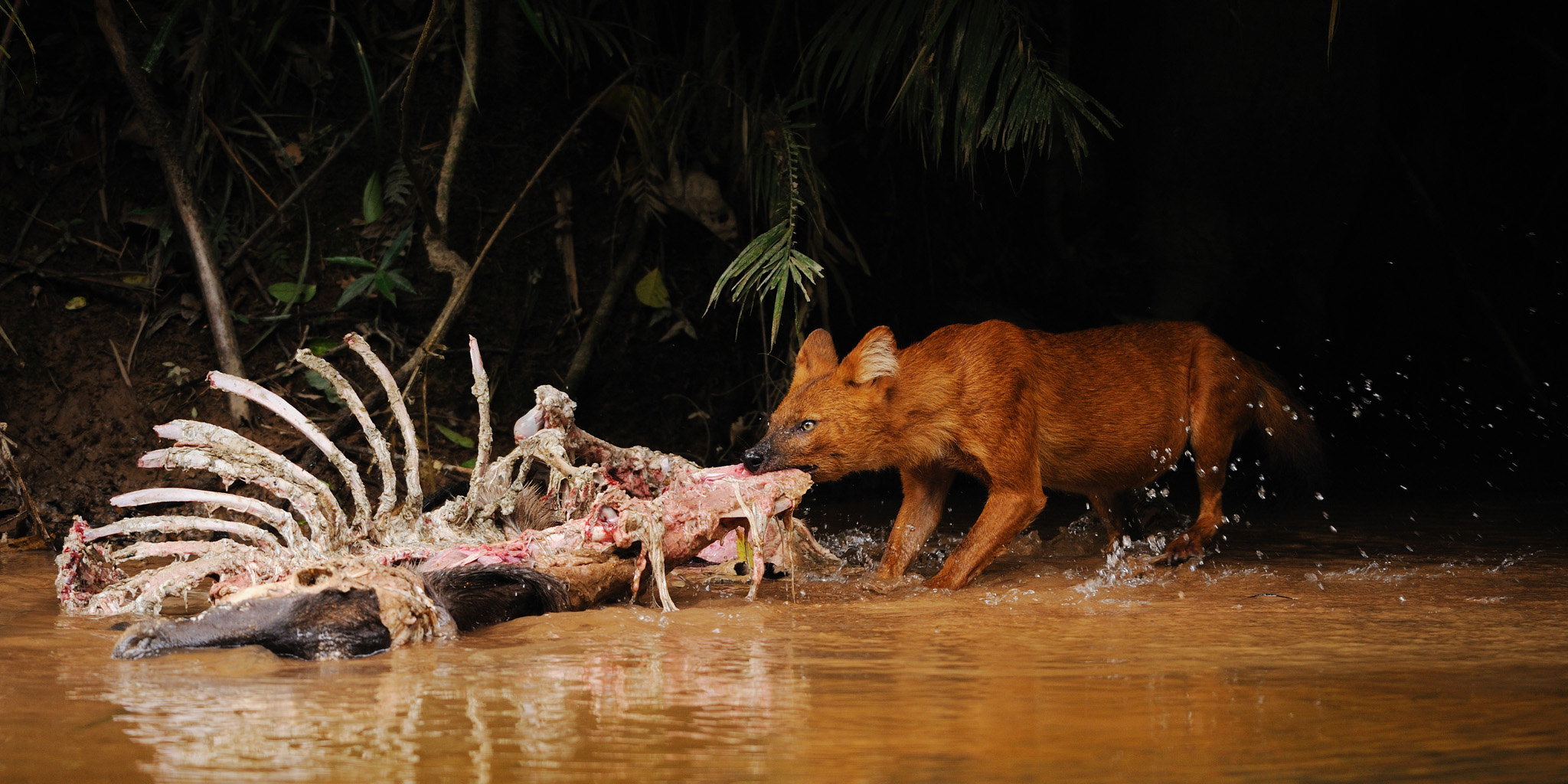
Dhole dévorant une carcasse de grand cerf Sambar, parc national de Khao Yai, Thaïlande

## Répartition
Aujourd'hui, en 2021, le Dhole n'est présent de manière attestée qu'au Bangladesh, au Bhoutan, au Cambodge, en Chine, en Inde, en Indonésie, en Malaisie, en Birmanie, au Népal, en Thaïlande et au Laos. Il l'était également en Europe jusqu'au début du Paléolithique supérieur, où il a succédé à une autre espèce éteinte, Cuon priscus, sans nécessairement descendre de celle-ci.

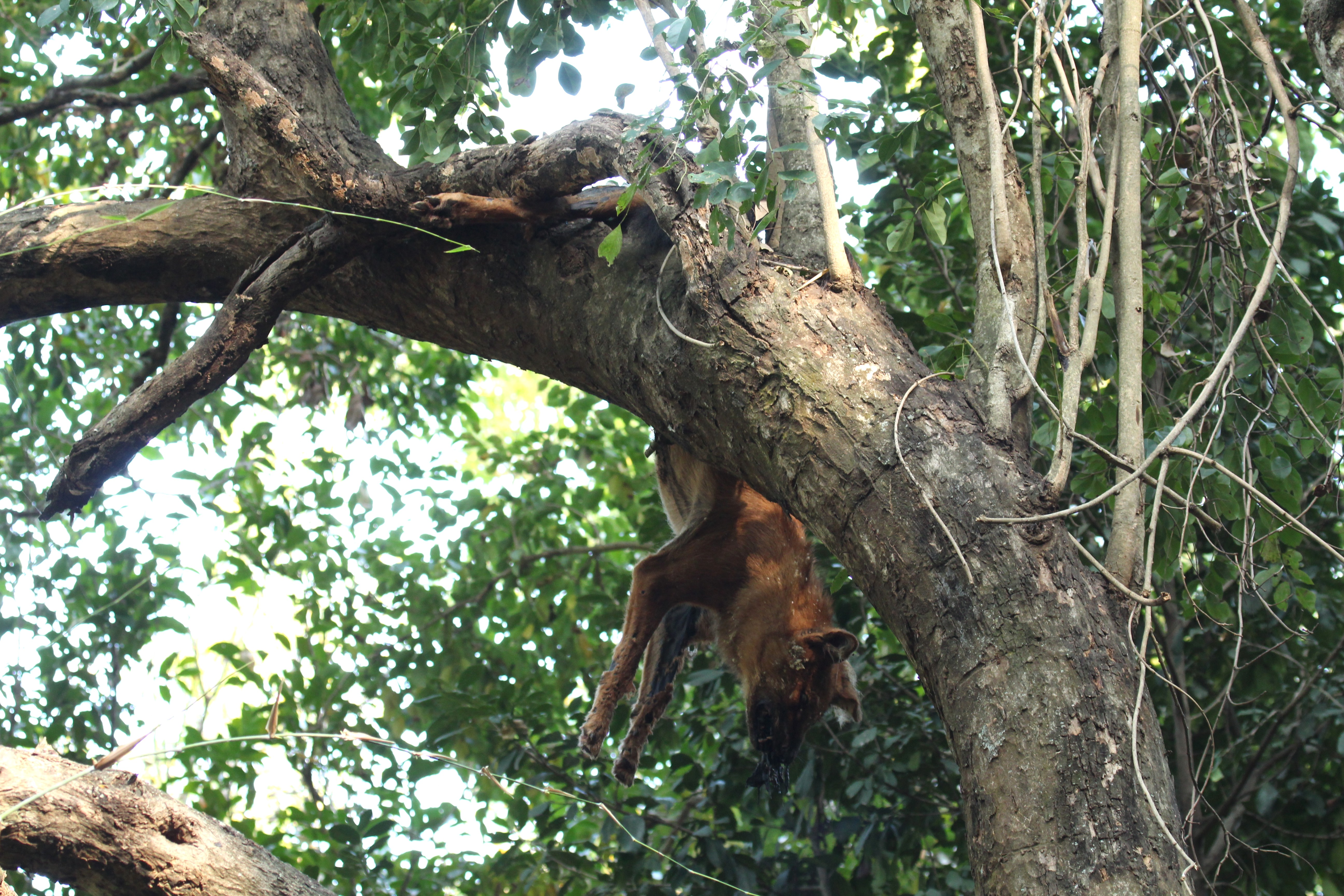
Dhole tué par un léopard et caché dans un arbre, Inde

L'espèce est classée comme espèce en danger par l'Union internationale pour la conservation de la nature (UICN) car ses populations sont en diminution et estimées à moins de 2 500 adultes. Les facteurs contribuant à ce déclin sont la déficience de l'habitat, la raréfaction des proies comestibles due à la concurrence avec d'autres espèces, l'extinction progressive provoquée par la prédation d'autres variétés animales et le transfert de maladies par les chiens domestiques.

## Liste des sous-espèces
Selon le guide Delachaux :
- sous-espèce Cuon alpinus adjustus, dhole de Birmanie
- sous-espèce Cuon alpinus alpinus, dhole de Sibérie
- sous-espèce Cuon alpinus dukhunensis, dhole d'Inde
- sous-espèce Cuon alpinus fumusus, dhole de Sibérie
- sous-espèce Cuon alpinus hesperius, dhole de Sibérie
- sous-espèce Cuon alpinus infuscus, dhole du Tenasserim
- sous-espèce Cuon alpinus javanicus, dhole de Sumatra
- sous-espèce Cuon alpinus laniger, dhole du Cachemire
- sous-espèce Cuon alpinus lepturus, dhole de Chine
- sous-espèce Cuon alpinus primaevus, dhole de l'Himalaya
- sous-espèce Cuon alpinus sumatrensis, dhole de Sumatra

## Dans la culture populaire
Dans Le Second Livre de la jungle de Rudyard Kipling, le Dhole — également appelé « chien rouge » — est décrit comme l'animal le plus dangereux d'Inde et davantage craint que le Tigre, qu'il chasse en grandes meutes féroces.
Cependant, Kipling a visité le sous-continent indien à la fin du XIXe siècle, et les très grandes meutes de dholes qu'il décrit, pouvant compter plusieurs dizaines voire centaines d'individus, ont aujourd'hui disparu.
Une version fictive du dhole, dotée de capacités surnaturelles, apparaît dans l'épisode de la saison 6 de la série télévisée The X-Files, intitulé « Alpha ».
En Chine, le dhole était largement connu à travers l'histoire et la mythologie. Une créature légendaire notable est le Yazi (睚眦), qui était censé être une créature mi-dhole mi-dragon. À l'époque moderne, cependant, le mot chinois pour dhole (豺:Chái) est souvent confondu avec « chacal » ou « loup », ce qui entraîne de nombreuses confusions et traductions erronées des dholes en chacals ou en loups.
Les dholes apparaissent également comme des ennemis dans le jeu vidéo Far Cry 4, aux côtés d'autres prédateurs tels que le tigre du Bengale, le blaireau à miel, le léopard des neiges, la panthère nébuleuse, le loup du Tibet et l'ours noir d'Asie. Ils chassent le joueur et d'autres PNJ à travers la carte, mais sont facilement tués, étant l'un des ennemis les plus faibles du jeu. Ils apparaissent à nouveau dans le jeu vidéo Far Cry Primal, où ils jouent un rôle similaire à celui de leurs homologues du jeu précédent, mais peuvent désormais être apprivoisés et utilisés en combat par Takkar, le principal protagoniste du jeu.
Le protagoniste d'un webcomic de science-fiction « hard » intitulé « Freefall » est une louvette rouge génétiquement modifiée, Florence Ambrose.

Dholes dans le Parc national de Pench (Madhya Pradesh), Inde.
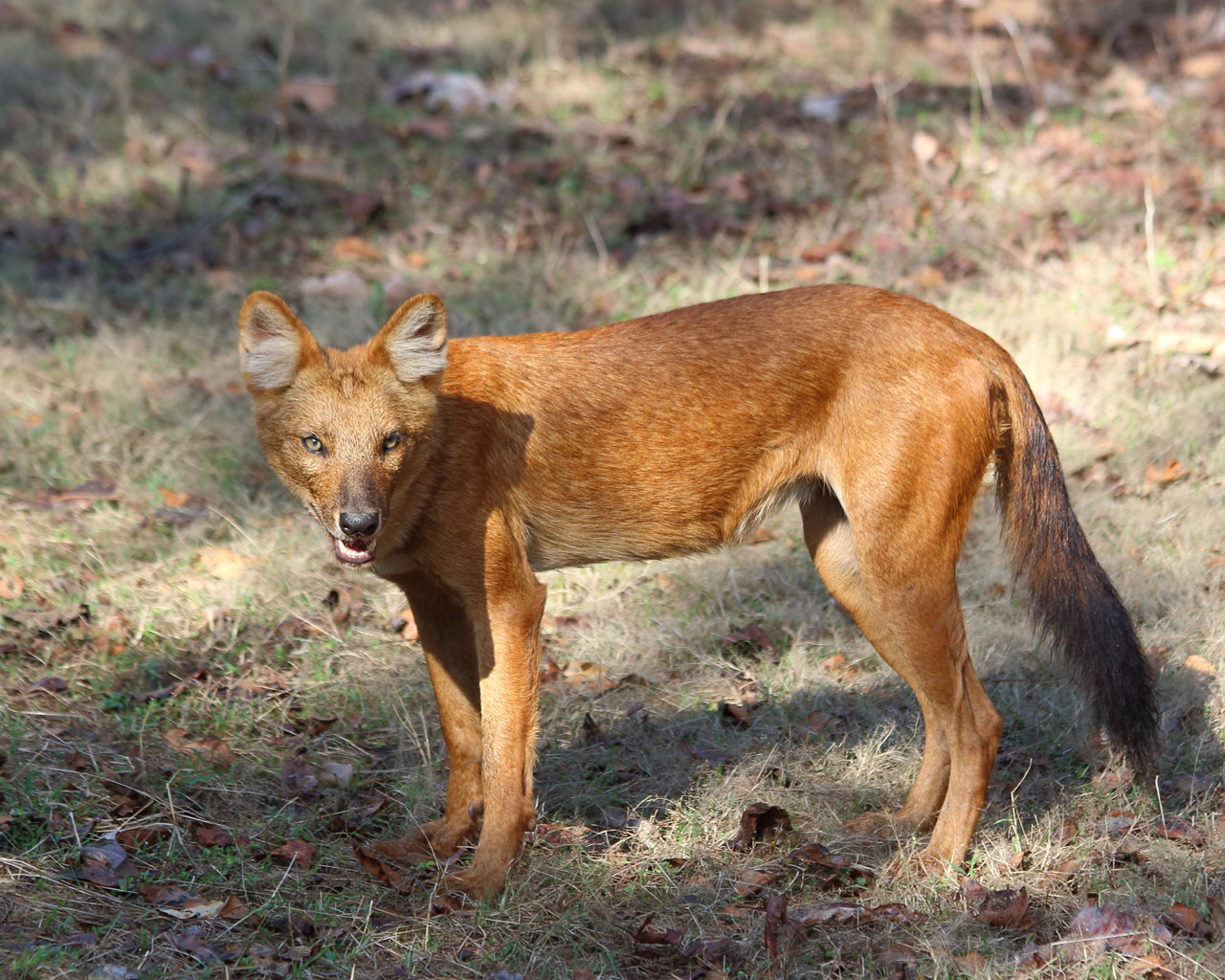
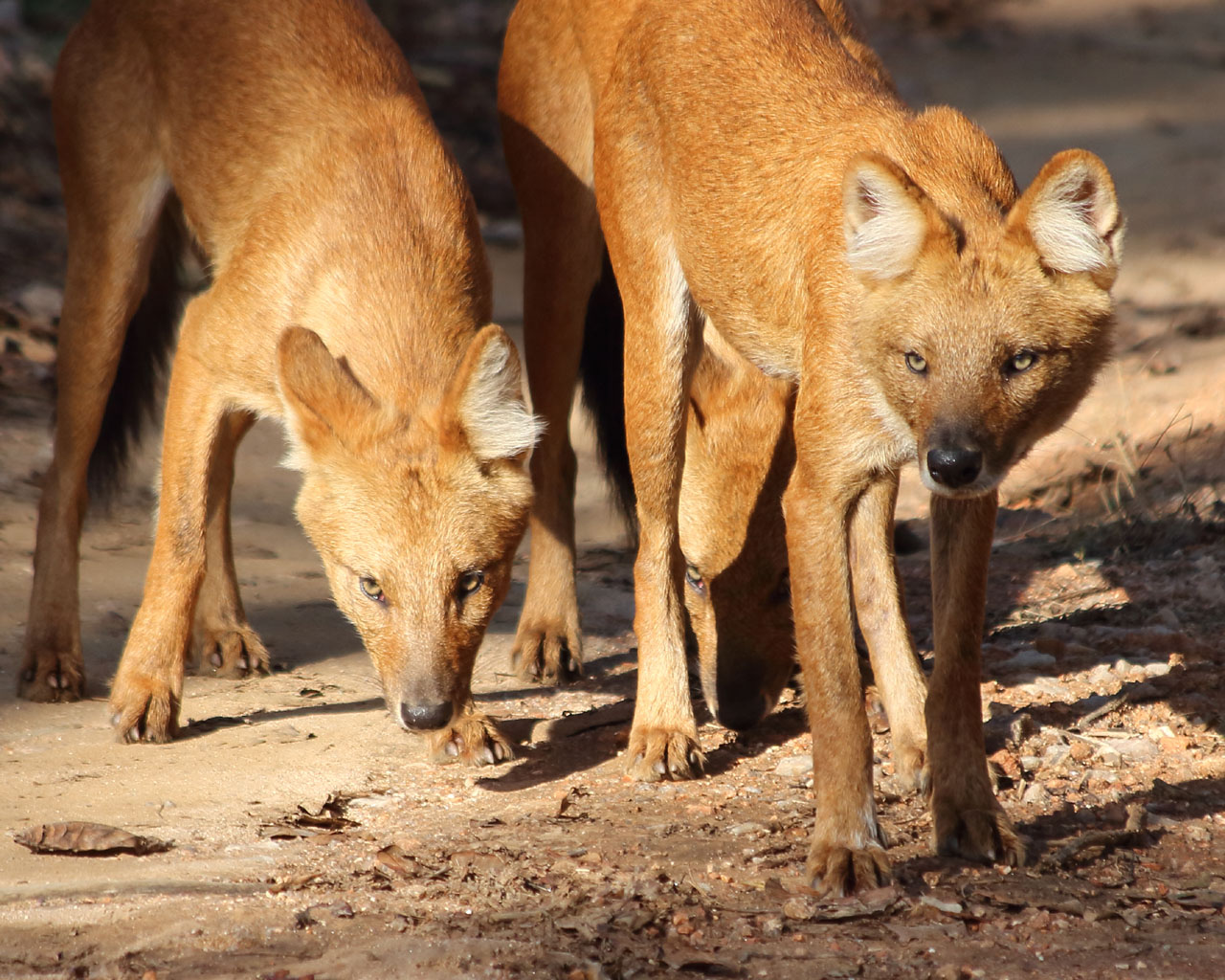
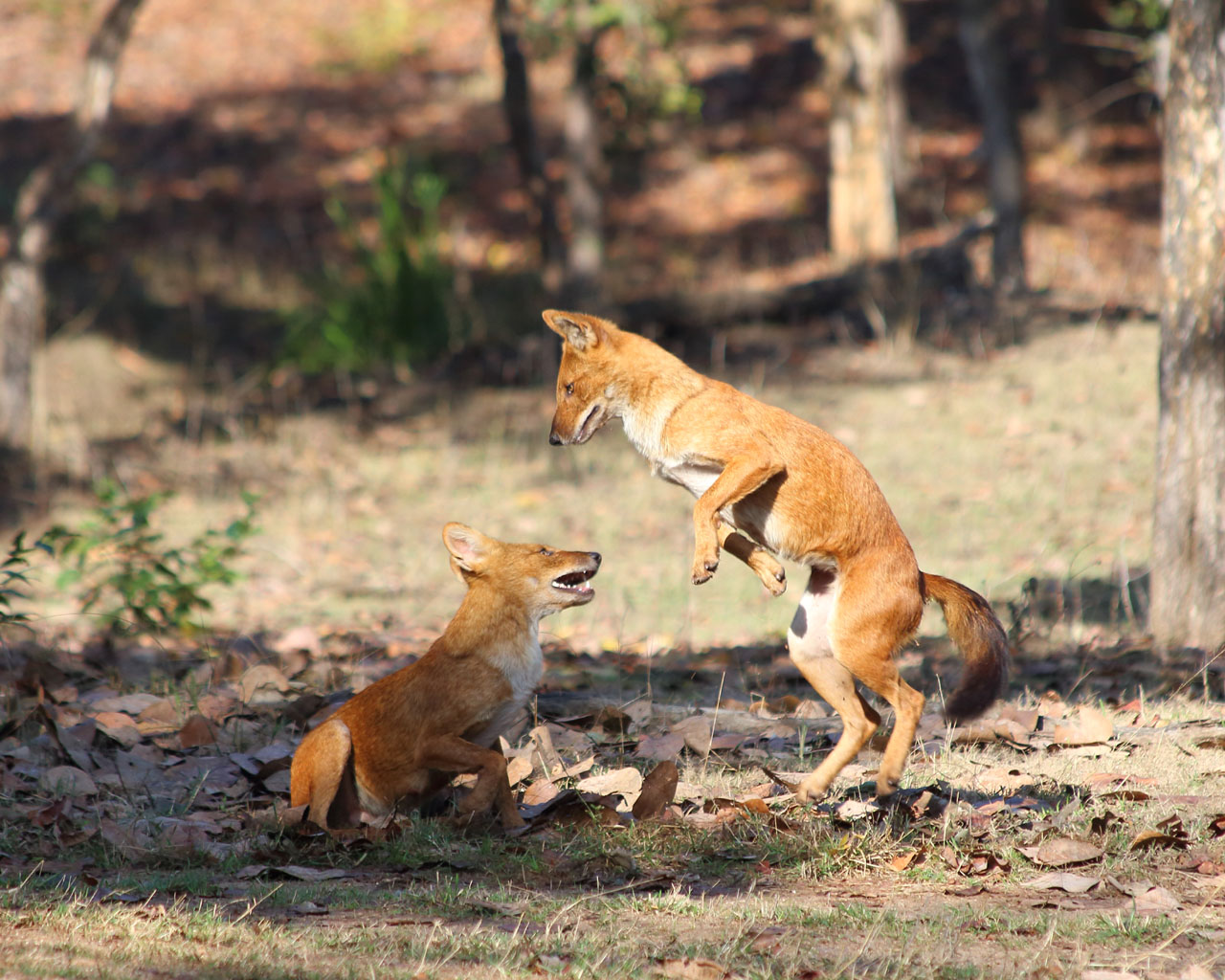